# Hawkingstrålning
Hawkingstrålning är en mycket svag strålning som Stephen Hawking hypotetiserat (ej bevisat) att svarta hål avger. Mekanismen utgörs av de partikel-antipartikel-par som kontinuerligt uppstår och försvinner i tomma rymden enligt kvantfysiken. I normala fall förintas alltid dessa par omedelbart efter bildandet. Dock, om paret bildas precis på randen till det svarta hålet, vid händelsehorisonten, kan det hända att antipartikeln försvinner in i hålet, samtidigt som partikeln lyckas ta sig loss. Teorin är att de båda partiklarna går i ett slags kretslopp i tidsdimensionen, och alltså färdas bakåt i tiden efter en viss tid för att dyka upp igen och kanske kollidera. Partikeln som sugs upp i det svarta hålet färdas bakåt i tiden, och "strålar" bort. Det skulle betyda att svarta hål "kokar bort" efter lång tid. Hur lång tid det tar beror på det svarta hålets massa.
Strålningen blir svagare ju större det svarta hålet är och vice versa. Det sätter en gräns för hur små svarta hål vi kan räkna med att hitta, eftersom svarta hål under en viss gräns kokar bort på några ögonblick (och då avger mycket intensiv strålning). De galaktiska svarta hålen kan däremot leva en lång tid – många tiopotenser längre än universums nuvarande ålder och uttrycket kosmologisk dekad kan användas för att beskriva dessa tidsrymder. Något som komplicerar saken en aning är att den kosmiska bakgrundsstrålningen kontinuerligt tillför energi till ett svart hål och ju större det är desto mer energi tillförs. Svarta hål med en massa över 4,5·10²² kg (ungefär Månens massa) är i jämvikt med bakgrundsstrålningen på 2,7 kelvin och kommer alltså aldrig att krympa.
Om M betecknar ett svart håls massa räknat i solmassor så förutsäger Hawkings teori att det svarta hålet ska stråla som en svart kropp med temperaturen {\displaystyle 6\cdot 10^{-8}\cdot M^{-1}} Kelvin. Livstiden för ett svart hål blir då {\displaystyle 10^{71}\cdot M^{3}} sekunder. Det allra minsta svarta hål som kan bildas av en kollapsande stjärna, omkring 3 solmassor, får då en livstid på {\displaystyle 2,8\cdot 10^{64}} år. Annorlunda uttryckt, en triljon triljon triljoner gånger så lång tid som universum existerat. Strålningens intensitet under den tiden blir i genomsnitt motsvarande en enda utstrålad väteatom på tio miljoner år.